# September 2001
Portal Geschichte | Portal Biografien | Aktuelle Ereignisse | Jahreskalender | Tagesartikel

◄ |
20. Jahrhundert |
21. Jahrhundert

◄ |
1970er |
1980er |
1990er |
2000er
| 2010er | 2020er | 2030er | ►

◄ |
1997 |
1998 |
1999 |
2000 |
2001
| 2002 | 2003 | 2004 | 2005 | ►

◄ |
Juni 2001 |
Juli 2001 |
August 2001 |
September 2001 |
Oktober 2001 |
November 2001 |
Dezember 2001 |
►
Dieser Artikel behandelt tagesbezogene Nachrichten und Ereignisse im September 2001.

## Tagesgeschehen

### Samstag, 1. September 2001
- Tokio/Japan: Bei Gebäudebrand im Vergnügungsviertel Kabukichō sterben 44 Menschen. Als Brandursache wird Brandstiftung aus dem kriminellen Milieu vermutet, jedoch konnte kein Täter gefasst werden.[1]

### Sonntag, 2. September 2001
- Victoria/Seychellen: Der seit 1977 regierende France-Albert René wird in einer Volkswahl als Präsident der Seychellen bestätigt. 54 % der Wahlberechtigten geben ihre Stimme René.[2]

### Dienstag, 4. September 2001
- Kruger-Nationalpark/Südafrika: Bei einem Buschfeuer im Pretoriuskop des Kruger-Nationalparks sterben 23 Menschen, 11 werden verletzt.[3]

### Donnerstag, 6. September 2001
- Pärnu/Estland: Bei der Firma Baltfet werden 10 200l-Fässer mit 1,6 Tonnen Methanol gestohlen, welcher anschließend mit Wasser und Aroma versetzt als Wodka verkauft wird. Durch die Massenvergiftung durch Methanol sterben 68 Menschen, mehr als 40 behielten Langzeitschäden wie Erblindung.[4]

### Samstag, 8. September 2001
- Venedig/Italien: Bei den 58. Internationalen Filmfestspielen von Venedig wird der Film Monsoon Wedding der indischen Regisseurin Mira Nair mit dem Leone d’Oro prämiert.[5]

### Sonntag, 9. September 2001
- New York/Vereinigte Staaten: Der australische Tennisspieler Lleyton Hewitt gewinnt bei den US Open 2001 das Finale im Herreneinzel gegen den Amerikaner Pete Sampras in drei Sätzen.[6]
- Tachar/Afghanistan: Ahmad Schah Massoud, Anführer der Vereinten Allianz gegen die Taliban-Regierung, wird bei einem Attentat getötet.[7]

### Montag, 10. September 2001
- Oslo/Norwegen: Die Parlamentswahl endet für die Arbeiterpartei mit einem Verlust beim Stimmenanteil von fast 11 % gegenüber 1997. Mit 24,3 % beträgt ihr Vorsprung auf die Rechte Partei, die diesmal zweitstärkste Kraft wird, nur noch 3,1 %.[8]

### Dienstag, 11. September 2001

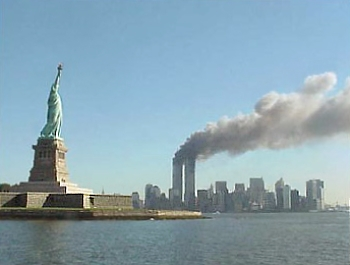
Brennende Türme des World Trade Centers

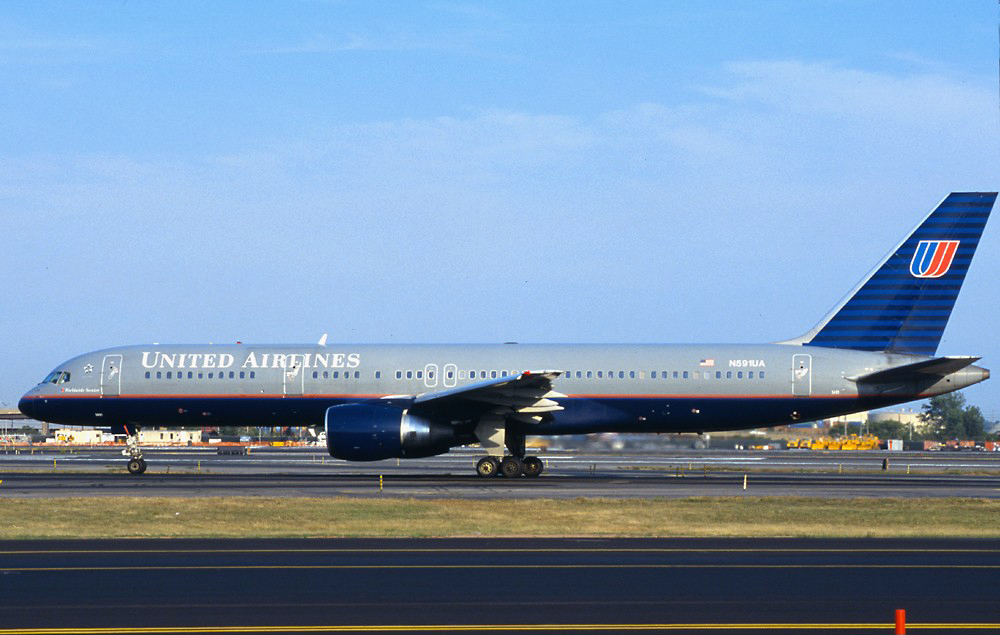
Boeing 757 der United Airlines, die in der Nähe von Shanksville zerschellt

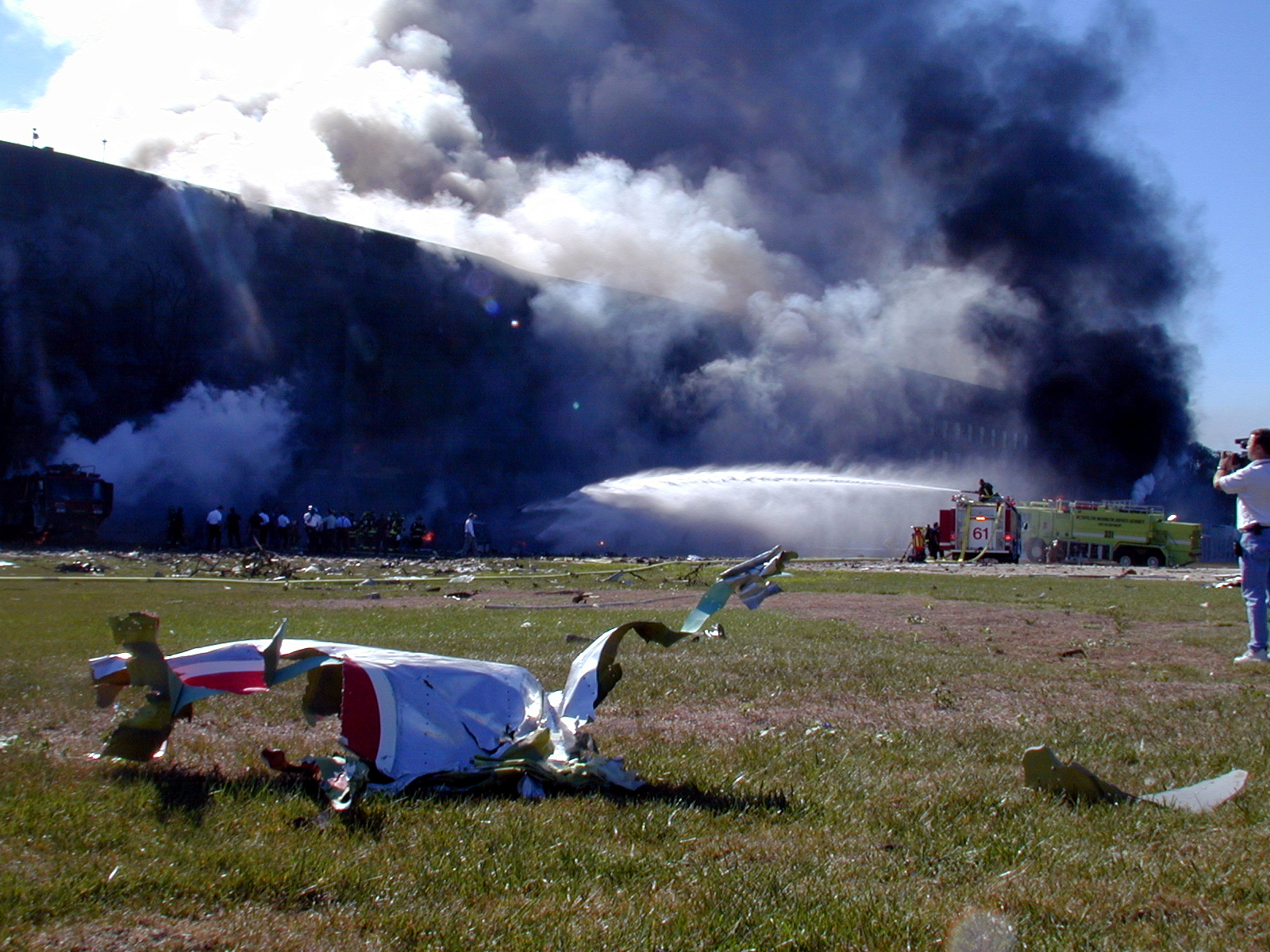
Löscharbeiten am Pentagon

- Manhattan, New York, Arlington County bei Washington und Shanksville (zwischen Pittsburgh und Washington) / Vereinigte Staaten: bei den Terroranschlägen (11. September 2001) steuert einer von fünf Flugzeugentführern um 8.46 Uhr Ortszeit eine Boeing 767 auf dem American-Airlines-Flug 11 in die nördliche Fassade des Nordturms des World Trade Centers in Manhattan, New York. Es kommt zur Explosion des Flugbenzins und zu Bränden in dem Hochhaus, die auch durch die sofort begonnenen Rettungsarbeiten der Feuerwehr nicht gelöscht werden können. Etwa 1,5 Stunden später stürzt dieses Gebäude als zweites ein. Weitere fünf Entführer bringen am Morgen eine weitere Boeing 767 auf dem United-Airlines-Flug 175 in ihre Gewalt. Einer von ihnen lenkt sie in die südliche Fassade des Südturms des World Trade Centers. Dort führt das Flugbenzin ebenfalls nach einer Explosion zu Bränden und zum Einsturz des Hochhauses. Durch die Terroranschläge werden in NYC 2.776 Menschen ermordet. Einer der fünf Flugzeugentführer steuert 9.37 Uhr eine Boeing 757 auf dem American-Airlines-Flug 77 in das Verteidigungsministeriums der Vereinigten Staaten (Pentagon) bei Washington, DC. Das Flugzeug explodiert im Inneren des Gebäudes. In der vierten entführten Boeing 757 des United-Airlines-Flugs 93 versuchen Passagiere ab 9.57 Uhr, in das Cockpit einzudringen. Einer der Entführer lässt die Maschine um 10.03 Uhr absichtlich abstürzen. Sie zerschellt im Gemeindegebiet von Shanksville.[9][10] Die 19 Täter, die ebenfalls sterben, haben dabei insgesamt 2.981 Menschen ermordet. Die genaueren Opferzahlen und die Angaben zu den Tätern werden erst einige Tage später festgestellt.
- Lima/Peru: Die Generalversammlung der Organisation Amerikanischer Staaten (OAS) verabschiedet die Interamerikanische Demokratiecharta. Sie soll einen Beitrag zur Stärkung der demokratischen Organe in den OAS-Mitgliedstaaten leisten.[11]
- Los Angeles/Vereinigte Staaten: Die Academy of Television Arts & Sciences sagt die Verleihung des Fernsehpreises Emmy am Samstag ab.[12]

### Mittwoch, 12. September 2001

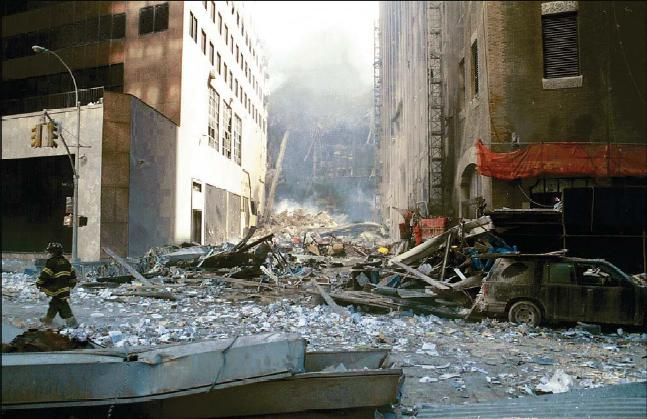
Szene in New York City, Vereinigte Staaten

- Berlin/Deutschland: Zu den Terrorakten am 11. September in den Vereinigten Staaten erklärt Bundeskanzler Gerhard Schröder: „Es geht […] um die Tatsache, dass Deutschland fest an der Seite der Vereinigten Staaten steht und […] uneingeschränkte Solidarität übt.“[13]
- New York/Vereinigte Staaten: Nach 7.00 Uhr Ortszeit finden Rettungskräfte den Port-Authority-Polizisten John McLoughlin, der in einem Tunnel zwischen den beiden Hochhaustürmen des am Vortag eingestürzten World Trade Centers (WTC) überlebte. Gegen 12.30 Uhr Ortszeit wird Genelle Guzman-McMillan als letzte lebende Person aus den Trümmern des WTC gerettet.[14][15]

### Donnerstag, 13. September 2001
- Vereinigte Staaten: Zwei Tage nach den Terroranschlägen wird der Flugverkehr in den Vereinigten Staaten unter Einschränkungen wiederaufgenommen. An den beiden größten Flughäfen von New York City hindern die Behörden mindestens acht Reisewillige aus Vorsichtsgründen am Betreten eines Flugzeugs.[16]

### Freitag, 14. September 2001
- Der Tag wird in den USA als „The National Day of Prayer and Remembrance“ begangen.
- Auch weltweit finden vielerorts Schweigeminuten und erste Gedenkfeiern statt.
- Das United States Department of Defense (Verteidigungsministerium) gibt eine Vermisstenliste bekannt. 125 Personen werden vermisst: 74 Army-, 42 Navy-, 9 Defense-agency-Angehörige.
- Das Pentagon berichtet ebenfalls vom Fund beider Flugschreiber des Flugs AA 77 in den Trümmern.
- US-Präsident George W. Bush besucht New York City. Er hält unter anderem die später so genannte Rede „Bullhorn Address“ (deutsch „Megafon-Ansprache“) an die Rettungskräfte vor Ort, in welcher er sagt: „Die Leute, die diese Gebäude zum Einsturz brachten, werden bald von uns hören.“[17]

### Samstag, 15. September 2001
- Mesa/Vereinigte Staaten: Der durch die Terroranschläge vier Tage zuvor aufgebrachte Frank Silva Roque läuft Amok. Er identifiziert einen Sikh namens Balbir Singh Sodhi fälschlicherweise als Muslim und erschießt ihn.[18]

- Neapel/Italien: Heftige Regenfälle verursachen in Teilen von Neapel große Schäden, Wasser sowie Schlammlawinen und Erdrutsche beschädigen viele Gebäude. 2 Menschen sterben, 300 Personen sind durch das Unwetter obdachlos geworden.[19]

### Sonntag, 16. September 2001
- Taipeh/Taiwan: Landfall von Taifun Nari im nordöstlichen Taiwan. Mehr als 120 Menschen sterben.[20]

### Montag, 17. September 2001
- New York/Vereinigte Staaten: Auf die Terroranschläge vom 11. September folgt ein Einbruch der Börsenkurse. Der Aktienindex Dow Jones Industrial Average verliert 684,81 Punkte und damit so viele Punkte wie nie zuvor an einem Handelstag. In Relation zum Gesamtvolumen handelt es sich um Einbußen von 7,1 %. Das sind weit weniger als beim letzten Börsenkrach vom 19. Oktober 1987.[21]

### Dienstag, 18. September 2001
- New York/Vereinigte Staaten: George Pataki, Gouverneur des Bundesstaats New York, und Rudy Giuliani, Bürgermeister von New York City, besuchen den ehemaligen Standort der beim Anschlag vor einer Woche zerstörten Hauptgebäude des World Trade Centers. Giuliani bestätigt die Zahl von 5.000 Vermissten. Nur wenige Todesopfer, die geborgen werden, sind insoweit vollständig erhalten, dass sie identifiziert werden könnten.[22][23]

### Mittwoch, 19. September 2001
- Istanbul/Türkei: Im Stadtteil Aksaray stürzt durch Tunnelarbeiten für eine U-Bahn-Linie ein Hotel ein. Mindestens zwei Menschen sterben, mehr als 40 Personen werden verletzt und zum Teil verschüttet.[24]

### Freitag, 21. September 2001
- Tallinn/Estland: Das Gremium der Wahlmänner wählt Arnold Rüütel von der Partei des Landvolks zum neuen Präsidenten der Republik. Von 1991 bis 1992 war Rüütel schon einmal Staatsoberhaupt Estlands.[25]
- Toulouse/Frankreich: Bei der Explosion von Ammoniumnitrat in der Düngemittelfabrik Azote Fertilisants sterben 32 Menschen.[26]

### Sonntag, 23. September 2001
- Hamburg/Deutschland: Bei der Bürgerschaftswahl erteilen die Wähler der rot-grünen Koalition unter Ortwin Runde eine Absage. Die SPD bleibt mit 36,5 % stärkste Kraft, dahinter folgt die CDU mit 26,2 %. Der Populist Ronald Schill mit seiner Partei Rechtsstaatlicher Offensive verbucht 19,4 % der Wählerstimmen.[27]
- Warschau/Polen: Bei der Parlamentswahl verliert die bisher stärkste politische Kraft, die Wahlaktion Solidarność der Rechten (AWS), alle Mandate. Im Vorfeld der Wahl lösten sich aus der AWS neben anderen die Parteien Bürgerplattform (PO) sowie Recht und Gerechtigkeit (PiS) heraus, die in der Wählergunst auf Platz 2 und 4 liegen. Sieger der Wahl ist das Bündnis der Demokratischen Linken (SLD) mit 41 % Stimmenanteil.[28]

### Dienstag, 25. September 2001
Der russische Staatspräsident Wladimir Putin, auf Staatsbesuch in Deutschland, hält eine Rede im Deutschen Bundestag.

### Donnerstag, 27. September 2001
- Brüssel/Belgien: Die NATO-Operation Amber Fox (deutsch Operation Platinfuchs) in Mazedonien beginnt. Dort sind gegenwärtig 300 Soldaten aus NATO-Mitgliedstaaten im Einsatz, um die Überwindung des ethnischen Konflikts zwischen Mazedoniern und Albanern zu überwachen. Mit Amber Fox wird die Zahl der Soldaten auf rund 1.000 ansteigen.[29]
- Zug/Schweiz: Friedrich Leibacher ermordet bei einem Attentat im Parlamentsgebäude 14 Politiker mit einem Sportgewehr. Unmittelbar danach tötet er sich selbst.[30]

### Freitag, 28. September 2001
- Washington, D.C./Vereinigte Staaten: US-Präsident George W. Bush unterzeichnet das Freihandelsabkommen zwischen den Vereinigten Staaten und Jordanien. Das jordanische Parlament ratifizierte den Vertrag bereits im Mai.[31]

## Weblinks

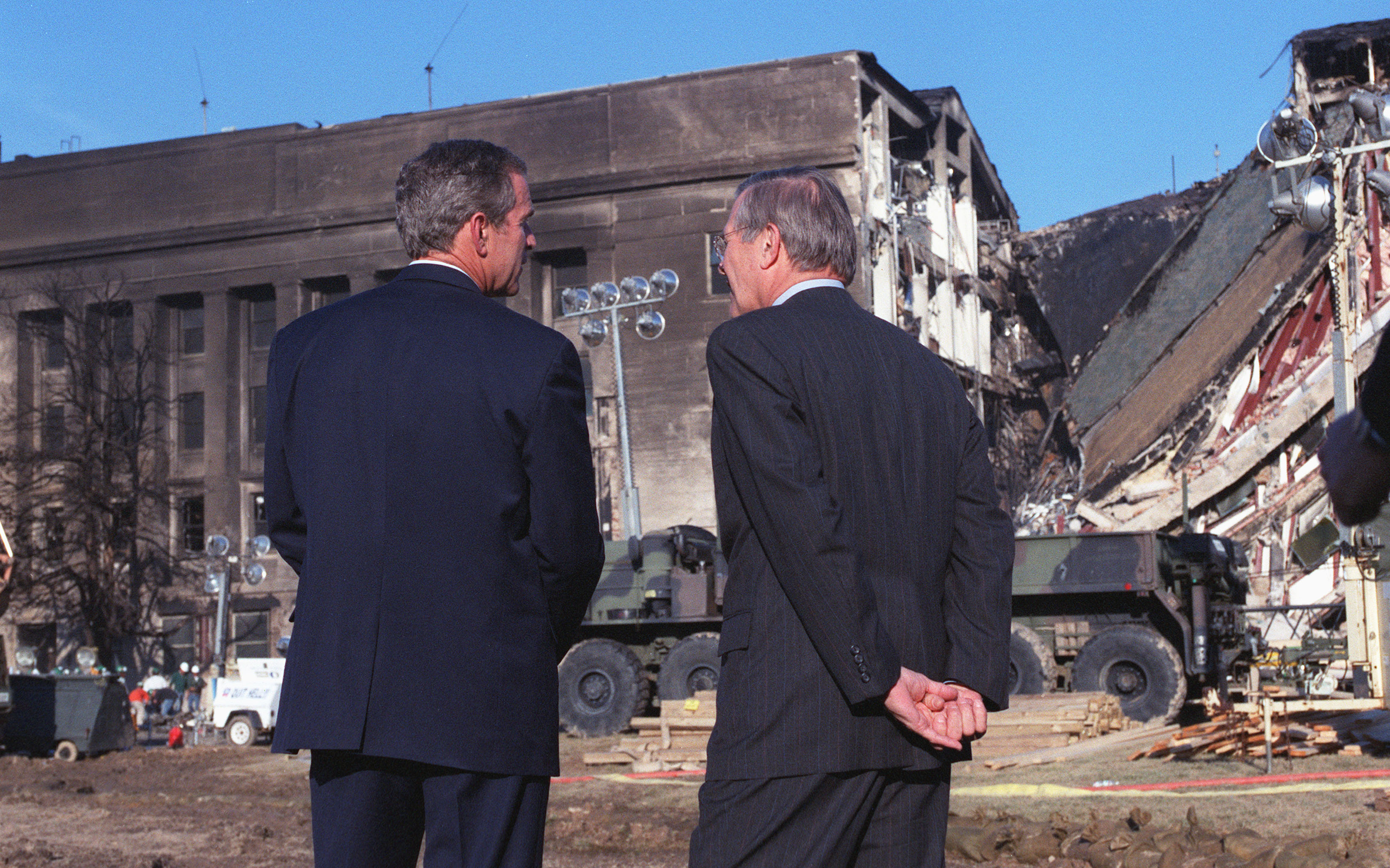
Virginia im September 2001

### Sonntag, 30. September 2001
- Berlin/Deutschland: Die Japanerin Naoko Takahashi stellt einen neuen Weltrekord im Damen-Marathon auf. Beim Berlin-Marathon absolviert sie die 42,195 km in 2 Stunden 19 Minuten 46 Sekunden und unterbietet damit Tegla Loroupes Bestmarke von 1999 um 57 Sekunden. Takahashi ist die erste asiatische Marathon-Weltrekordhalterin seit Einführung der Statistik 1926.[32]